# Lewis Harcourt
Lewis Vernon Harcourt, 1. wicehrabia Harcourt (ur. 31 stycznia 1863 w Nuneham Courtenay w hrabstwie Oxfordshire, zm. 24 lutego 1922 w Londynie), brytyjski polityk, członek Partii Liberalnej, minister w rządach Henry’ego Campbella-Bannermana i Herberta Henry’ego Asquitha.

## Życiorys
Był synem liberalnego polityka, Williama Vernona Harcourta, i Marii Theresy Lister, córki pisarza Thomasa Henry’ego Listera. Matka zmarła przy jego narodzinach. Lewis odebrał wykształcenie w Eton College. 1 lipca 1899 r. poślubił Mary Ethel Burns, córkę Waltera Hayesa Burnsa. Lewis i Mary mieli syna i trzy córki:
- Doris Mary Thérèse Harcourt (30 marca 1900 – 1981), żona Alexandra Baringa, 6. barona Ashburton, miała dzieci
- Olivia Vernon Harcourt (ur. 5 kwietnia 1902), żona Godfreya Mulhollanda
- William Edward Harcourt (1908 – 1979), 2. wicehrabia Harcourt
- Barbara Vernon Harcourt (1905 – 1961), żona Roberta Jenkinsona

W latach 1880-1885 Lewis był prywatnym sekretarzem swojego ojca, kiedy ten pełnił funkcję ministra spraw wewnętrznych. W latach 1904–1917 zasiadał w Izbie Gmin jako reprezentant okręgu Rossendale. W 1905 r. został pierwszym komisarzem ds. prac publicznych. Od 1907 r. był członkiem gabinetu. W latach 1910–1915 był ministrem kolonii, a w latach 1915-1916 ponownie pierwszym komisarzem ds. prac publicznych.
Był honorowym doktorem prawa cywilnego Uniwersytetu Oksfordzkiego. W 1917 r. otrzymał tytuł 1. wicehrabiego Harcourt i zasiadł w Izbie Lordów. W 1922 r. popełnił samobójstwo, kiedy oskarżono go o próbę uwiedzenia 12-letniego chłopca.